# Rajas con crema
Las rajas con crema o rajas poblanas son un platillo típico mexicano que consiste en rajas (un chile tatemado y cortado en tiras) bañadas en crema. Se trata de un plato sencillo de preparar, humilde y muy popular. Se cree que su origen podría estar en la ciudad de Puebla, aunque hoy en día se puede encontrar en toda la República Mexicana, especialmente en el centro y sur de México. 
La receta original usa chiles poblanos, aunque también existen recetas que usan otros tipos de chile verde. Se recomienda que los chiles estén bastante maduros y muy oscuros, y se deben asar enteros al fuego directo o sobre un comal, técnica popular mexicana denominada «tatemado» (del náhuatl, tlatemati) y se va volteando para que todas las partes del fruto se asen y su piel se ampolle. Después se «dejan sudar» en una bolsa, se desvenan, se le quitan las semillas, se pelan y se cortan en rajas o tiras anchas. Junto con la cebolla, también cortada en plumita, se saltean en el sartén y se cocinan a fuego lento con la crema espesa. Opcionalmente, se agregan granos tiernos de elote, ajo y/o queso. En algunas casas también agregan quelites, carne de pollo deshebrada o caldo de pollo. 
Las rajas con crema se pueden consumir como plato único con tortillas o como acompañamiento. Es muy tradicional encontrar rajas con crema en los menús de taquizas, menús tipo bufé para ocasiones especiales donde el plato principal es el taco. 